# Syndicat national des mineurs (Afrique du Sud)
Pour les articles homonymes, voir Syndicat national des mineurs.
Le Syndicat national des mineurs (National Union of Mineworkers-NUM) ou Union nationale des mineurs est un syndicat sud-africain de l'industrie minière. 
Fondé en 1982 par Cyril Ramaphosa, il comprend environ 300 000 membres et est le plus grand des syndicats affiliés au Congrès des syndicats sud-africains (COSATU). 
Le NUM a eu un rôle important durant les années 80 dans la lutte contre l'apartheid, en particulier pour mettre fin au  système de réservation d'emplois  qui garantissait notamment dans les mines les emplois qualifiés ou semi-qualifiés, mieux rémunérés, aux salariés blancs. 
Le NUM est affilié au niveau international à la Fédération internationale des syndicats de travailleurs de la chimie, de l'énergie, des mines et des industries diverses.